# Солёное (озеро, Марфовский сельсовет)
Солёное (укр. Солоне, крымскотат. Tuzlu, Тузлу) — пересыхающее солёное озеро на юге Керченского полуострова на территории Ленинского района (Марфовский сельсовет). Площадь — 0,181 км². Тип общей минерализации — солёное. Происхождение — континентальное. Группа гидрологического режима — бессточное.

## География
Входит в Керченскую группу озёр. Длина — 0,6 км. Ширина макс — 0,38 км. Площадь водосбора — 0,75 км². Длина береговой линии — 1,6 км. Ближайшие населённые пункты — село Марфовка, расположенное непосредственно восточнее озера.
Солёное озеро расположено вдали от побережья Чёрного моря. Озёрная котловина водоёма округлой формы вытянутая с севера на юг. Берега пологие. Озеро пересыхает в летний период. Реки не впадают. Восточнее озера проходит дорога с твердым покрытием села Марфовка.
Озеро зарастает водной растительностью преимущественно на опреснённых участках — в устьях впадающих балок, в зоне выходов подземных вод. Тут интенсивно развиваются различные водоросли, вплоть до цветения воды.
Среднегодовое количество осадков — 400—450 мм. Питание: преимущественно поверхностные (воды от снеготаяния и ливней) и от части подземные воды Причерноморского артезианского бассейна.